# 圆叶蓼
圆叶蓼（学名：Polygonum intramongolicum）为蓼科蓼属下的一个种。

## 扩展阅读
- 維基物種上的相關：圆叶蓼